# George Demotte
George Joseph Demotte o Georges-Joseph Demotte (1877 – 1923) è stato un mercante d'arte belga proprietario di gallerie a Parigi (27 rue de Berri) e New York (8 East 57th Street) specializzate nella vendita di opere d'arte francesi e medievali.

## Biografia
Divenne famoso tra gli storici dell'arte islamica per il suo trattamento dell'importantissimo Grande Shahnameh mongolo o "Demotte Shahnameh". Questo arrivò nelle mani di Demotte intorno al 1910, quando "lo comprò da Shemavan Malayan, cognato del noto mercante Hagop Kevorkian, che lo aveva portato da Teheran".
Demotte non riuscì ad ottenere il prezzo che avrebbe voluto, per l'intero manoscritto, dal Metropolitan Museum of Art e da altri potenziali acquirenti. Separò quindi le miniature e le vendette, dopo vari interventi fisici per aumentarne il valore, e senza registrare correttamente la forma originale del libro. Le pagine furono staccate per dare due lati ad ogni miniatura, e per mascherare questo e il danno risultante, assunse calligrafi per aggiungere nuovo testo, spesso dalla parte sbagliata del foglio, poiché non si aspettava che la sua nuova clientela di ricchi collezionisti fosse in grado di leggere il persiano." Ciò ha lasciato il soggetto di alcune miniature ancora incerto, poiché il testo circostante non corrisponde. Gli studiosi furono molto critici nei confronti del "famigerato" Demotte, e molti stigmatizzarono il fatto che il manoscritto da lui trattato così brutalmente portasse il suo nome. Pertanto si finì per rinominarlo  "Grande Shahnameh mongolo" come conosciuto ai giorni nostri.
Il suo ritratto fu dipinto da Henri Matisse nel 1918.
Nel 1923 fece causa al suo ex agente di New York, Jean Vigoroux, nei tribunali francesi per appropriazione indebita, mentre contemporaneamente fece causa a Sir Joseph Duveen per calunnia, nei tribunali statunitensi, per aver dichiarato un falso una statuetta medievale che Demotte aveva venduto. Nessuna delle due cause era stata ancora risolta quando Demotte morì, colpito accidentalmente da un amico e collega commerciante d'arte, Otto Wegener, una battuta di caccia al cinghiale. Wegener venne assolto dall'omicidio dai tribunali francesi, ma condannato a risarcire la famiglia di Demotte.
Le gallerie di Demotte, stimate al momento della sua morte a un valore di 2000000 $, passarono al figlio diciassettenne Lucien che mor' nel 1934.